# Ночето (Ђенова)
Ночето је насеље у Италији у округу Ђенова, региону Лигурија.
Према процени из 2011. у насељу је живело 83 становника. Насеље се налази на надморској висини од 648 м.